# Panamá nos Jogos Pan-Americanos de 2015
O Panamá competiu nos Jogos Pan-Americanos de 2015 em Toronto de 10 a 26 de julho de 2015. O país competiu em 6 esportes com 29 atletas e conquistou uma medalha de prata e uma de bronze.